# Marco Giansante
Marco Giansante (Roma, 13 settembre 1986) è un doppiatore italiano.

## Doppiaggio

### Cinema
- Simu Liu in Barbie, Arthur the King - Insieme a ogni costo, Jackpot - Se vinci ti uccido!
- Robert Sheehan in Geostorm[1]
- Himesh Patel in Yesterday
- Ryan Corr in The Water Diviner
- Finn Wittrock in Acque profonde
- Nicholas Rose in Upside Down
- Jason Scott Lee in Il settimo figlio
- Evan Williams in Blonde[2]
- James Landry Hébert in C'era una volta a... Hollywood[3]
- Donald Glover in Una fantastica e incredibile giornata da dimenticare
- Frank Oagley III in Lividi
- Joshua Mikel in Vendetta - Una storia d'amore
- Marque Richardson in Antebellum
- Leroy McClain in Respect
- Tyrone Keogh in Le ultime 24 ore
- Torrance Coombs in Kill for Me - Legami di morte
- Danny Collins in Cats
- Alexander Hodge in Resort to Love - All'amore non si sfugge
- Phoenix Raei in Black Site - La tana del lupo
- Robin Morrissey in Mindhorn
- Forrest Hoffman in Il ragazzo della porta accanto
- Tom Lorcan in PPZ - Pride + Prejudice + Zombies
- Shawn Carter Peterson in Pitch Perfect 2
- Julian Works in Il segnato
- Daniel Booko in Un compleanno da leoni
- Jonathan Kleitman in Io vengo ogni giorno
- David Murgia in Tango Libre
- Aarón Díaz in Invito a un assassinio
- Christoph Letkowski in Lassie, torna a casa
- Salim Kissari in The New Toy
- Oussama Kheddan in Un anno difficile
- Thor Kristjansson in Dracula Untold
- Mateusz Kościukiewicz in Walesa - L'uomo della speranza
- Justin Baldoni in It Ends With Us - Siamo noi a dire basta
- Gang Dong-won in Illang - Uomini e lupi[4]
- Mduduzi Mabaso in Machine Gun Preacher

### Televisione
- Will Kemp in Il mio valzer di Natale, Natale a Londra
- Niko Pepaj in A passo di danza, Le regole del delitto perfetto
- O'Shea Jackson Jr. in Swagger
- Rey Lucas in The First
- Nathan Parsons in The Originals
- Andrew Francis in Chesapeake Shores
- William Catlett in Constellation
- Toheeb Jimoh in Ragazze elettriche
- Scott Cavalheiro in Good Witch
- Staz Nair in Supergirl
- Aaron Pierre in Krypton
- Matt Whelan in Narcos
- Brett Goldstein in Ted Lasso
- Rob Collins in Secret City
- Ritesh Rajan in Stitchers
- Sam Underwood in Zero Hour
- Malcolm Goodwin in Bones
- Jason Tam in Do No Harm
- Parker Croft e Ben Hollingsworth in C'era una volta
- Dejan Loyola in C'era una volta nel Paese delle Meraviglie
- Curtis Hamilton in Rizzoli & Isles
- Stephen Bishop in Royal Pains
- Omar Joseph Hady in Covert Affairs
- Chris Trouble Delfosse in Major Crimes
- Jason Wesley in Army Wives - Conflitti del cuore[5]
- Christopher De-Schuster in Psych
- Tom Cornish in Da Vinci's Demons
- Shane Williams in Miss Reality
- Genco Özak in La notte nel cuore
- Mehmet Korhan Fırat in Love, Reason, Get Even
- Leon Ockenden in Mr Selfridge
- Henry Lloyd-Hughes in The English Game[6]
- Sam Reid in Miss Marple
- Ryan McDonald in I misteri di Murdoch
- Raj Bajaj in Killing Eve[7]
- Cristo Fernández in Amore e vendetta - Zorro
- Yannick de Waal in L'ora d'oro
- Morten Staugaard in Borgen - Il potere
- Emir Zamwa in Gangs of Oslo
- Kim Ji-hoon in La casa di carta: Corea[8]
- Oliver Moser in Un pascolo tranquillo
- Shazad Latif in Salting the Battlefield
- Tomoya Maeno in Like a Dragon: Yakuza

### Film d'animazione
- Barnie in L'ape Maia - Il film

### Serie animate
- Spud in A tutto reality presenta: Missione Cosmo Ridicola
- Stegron in Marvel Super Hero Adventures
- Pantofolone in Robot and Monster
- Piledriver in Ultimate Spider-Man
- Takeshi Wakatsuki (1^voce), Niko Tokita e Altro Niko Tokita in Kengan Ashura